# Jamagucsi Hotaru
Jamagucsi Hotaru (山口 螢; Hepburn: Yamaguchi Hotaru; Nabari, 1990. október 6. –) japán válogatott labdarúgó, a Cerezo Oszaka játékosa. védekező középpályás.

## Sikerei, díjai
Japán
- Kelet-ázsiai labdarúgó-bajnokság győztese (1): 2013
- Ázsiai játékok győztese (1): 2010

Egyéni
- Kelet-ázsiai labdarúgó-bajnokság legértékesebb játékosa (1): 2013